# Su Shu

Tratatul Su Shu (Cartea schimbării moravurilor), text clasic chinez, a fost în mod popular atribuită lui Huang Shi Gong [黃石公], sau „Domnului Stâncii Galbene”.

## Legenda
Se povestește că într-o zi, în timpul domniei lui Zhuang Xiang, al treilea rege al dinastiei Qin [秦] (247-244 î.e.n.), un tânăr numit Zhang Zi fang, devenit mai târziu marchiz de Lin, rătăcea singur pe malul unei ape. Brusc, atenția îi fu atrasă de un bătrân neobișnuit, ce ședea pe podul ce traversa râul. În vreme ce el se întreba ce fel de om ar putea fi acesta – pentru că era ceva măreț în înfățișara sa cu barbă sură –, obiectul contemplației sale își aruncă sandala din picior și-l rugă apoi pe Zi fang să i-o scoată din apă. Tânărul se nvoi. Nu după mult timp, după ce bătrânul o încălță din nou, tot intenționat, aruncă cealaltă sandală, cerându-i prin semne lui Zi fang să meargă încă o dată în cău¬ta¬rea ei. Dându i se sandala pentru a doua oară, el o lăsă să-i pice în apă din nou; iar tânărul plin de umilință și respectând ciudățeniile vârstei, se avântă pentru a treia oară de pe pod în căutarea ei, și apoi, îngenunchind plin de respect, o puse el însuși pe piciorul misterioasei făpturi. „Bine!” zise bătrânul; „Ești alesul. Mă vei întâlni aici peste cinci zile dis-de-dimineață”.
Astfel, Zhang Zi fang, a cărui curiozitate era de acum deșteptată, se grăbi la întâlnire la vremea stabilită; dar vai! Bătrânul se afla deja în fața lui, și, dojenindu-l pe tânăr că l-a făcut să aștepte, i-a zis să vină din nou a doua zi. Dar bătrânul ajunse din nou înaintea lui, și dezvăluirea făgăduită fu din nou amânată. A treia oară, totuși, Zhang își luă precauția de a dormi pe pod toată noaptea; și dis-de-dimineață avu mulțumirea de a-l vedea pe venerabilul său prieten apropiindu-se. „Ei”, zise acesta din urmă, „acum vei primi răsplata pe care ți-o datorez”. „Ia cartea asta, continuă el, scoțând un manuscris din mâneca largă. Cel care studiază preceptele cuprinse aici poate deveni preceptor al împăratului! Acum te las; de te vei înapoia peste treisprezece ani de acu înainte la Gu Cheng, vei vedea o stâncă galbenă; aceea voi eu, preschimbat”. După aceea, făptura dispăru, lăsând în mâinile tânărului cuprins de uimire tratatul Su Shu.

## Traduceri în limba română
- ***, Su Shu. Cartea schimbării moravurilor, în Calea neștiutului Dao. Texte clasice daoiste, Traducere și îngrijire ediție: Mircea Iacobini, Editura Herald, Colecția Daoism, 2005, pp. 195-213, ISBN: 973-7970-33-0